# نام‌هایی بر لوح مرمرین
نام‌هایی بر لوح مرمرین (استونیایی: Nimed marmortahvlil؛ ‏انگلیسی: Names in Marble) فیلمی استونیایی به کارگردانی المو نوگانن است که در سال ۲۰۰۲ منتشر شد.
این فیلم بر پایهٔ رمانی به همین نام اثر آلبرت کیویکاس که دربارهٔ جنگ استقلال استونی است.